# Sniper Elite III
Sniper Elite III је тактичка стелт видео игра из трећег лица из 2014. коју је развила и објавила Rebellion Developments. Игра је прекуел свог претходника из 2012. Sniper Elite V2 и трећа је серија у серији Sniper Elite. Директан наставак, Sniper Elite 4, објављен је 2017.
Sniper Elite III смештен је око три године пре догађаја V2, након подвига официра ОСС Карла Фербурна док учествује у северноафричком сукобу током Другог светског рата и ради на заустављању развоја смртоносног новог оружја и елиминисању одметнутог нацистичког команданта одговорног за то.

## Играње
Игра задржава и гради механику Sniper Elite V2. Играчи пролазе кроз велике мапе бојног поља у стилу сендбокса засноване на локацијама из северноафричког фронта Другог светског рата.
Снајперска пушка је примарно оружје играча, иако је доступно додатно оружје, укључујући аутоматске пушке и пиштоље (са пригушивачем или не у зависности од ситуације). Поред ручних бомби, играч може да користи замке за мине, две различите врсте нагазних мина и динамит. Двоглед се може користити за означавање непријатеља, приказујући њихов положај и кретање. Мала ватра се може подесити да одврати пажњу непријатеља или да детонира експлозив. Играч-лик може задржати дах док циља да правилно постави ударац. У оквиру се појављује црвена икона која означава пројектовану тачку удара. Постоје делови оружја раширени по целој игри или пронађени када пљачкају мртве непријатеље, што омогућава играчима да прилагоде своје оружје у менију пре постављања; мени такође омогућава учитавање опреме.
Стелт механика је прерађена. Икона ока жмири или се отвара да означи ниво детекције играча од стране непријатеља. Непријатељски војници ће такође имати мерач круга изнад својих глава како би указали на статус узбуне. Играчи су такође приморани да се повремено премештају како би спречили откривање са белом сликом духа како би означили своју последњу познату позицију ако су уочени; непријатељски војници ће претраживати околину појединачно или у групама. Као и у претходној игри, гласни звуци се могу користити за маскирање снајперских хитаца, међутим, играч сада има могућност да саботира генераторе као средство за стварање буке.
Систем поена је успостављен за акције као што су прикривена блиска борба или коришћење замки за убијање непријатеља, при чему се бодови акумулирају за унапређење у више рангове. Играчи могу да обилазе мапу како би прикупили посебне наградне предмете као што су колекционарске картице и откључали „снајперска гнезда“ уграђена у окружење. Странице часописа такође пружају даљу причу о догађајима игре.
V2-ов систем X-Ray kill cam је такође задржан. Тамо где је претходна игра дозвољавала играчу само да види унутрашњу структуру тела у тренутку удара, нова игра се проширује да би визуелизовала остатак кардиоваскуларног, скелетног и мишићног система. Играч и даље може да циља возила, али сада има прилику да гађа моторе и онеспособи возило, што олакшава уништавање.

### Режим за више играча
Режим за више играча у Sniper Elite III се састоји од пет режима такмичарске игре: Team Deathmatch, Deathmatch, Distance King, No Cross и Capture the Flag. Слично главној кампањи, постоји велики избор мапа за играње са великим отвореним окружењима.

## Прича
У јуну 1942, током битке код Газале, амерички снајпериста Карл Ферберн (Том Кларк-Хил) учествује у настојању британских трупа да спрече Ервина Ромела и Афрички корпус да заузму витални лучки град Тобрук. Фербурн елиминише неколико немачких артиљеријских положаја, али непријатељ заузима град и он је приморан да напусти своје саборце. Ипак, његов наступ у бици га скреће на пажњу британске поморске обавештајне службе, која га регрутује да лови генерала Франца Валена, Хитлеровог миљеника за кога се прича да ради на врхунско тајном оружју.
Фербурн одлази у оазу Габерун у Либији, убијајући неколико немачких и италијанских официра на испоруци и логистичкој постаји док је тражио информације о Вахлену. Проналази само документ који открива назив Вахленовог пројекта: „Пројекат Сеуче “ (на немачком за „куга“). Морнаричка обавештајна служба затим тражи од Фербурна да спасе једног од њихових агената, који је ухваћен док је прикупљао информације о Валеновом раду. Информатор се налази у Форт Рифуџио, логору за ратне заробљенике који су Британци раније окупирали током операције Компас. Група Long Range Desert пристаје да превезе Фербурна у замену за његову помоћ у заузимању прелаза Халфаја који држе Немци; Фербурн се инфилтрира у непријатељски камп и уништава неколико топова Флак 88.
Фербурн се успешно инфилтрира у Форт Рифуџио и ослобађа доушника, Брауера. Он даје Фербурну локацију Вахленове команде, пустињског села у оази Сива у западном Египту. Фербурн, којег Немци сада називају Wüstengeist (Дух пустиње) због његових подвига, ушуња се у град и сазнаје да Вахленови незадовољни официри планирају да га издају, укравши његову личну бележницу која открива његов план да се отараси Ромела. Фербурн убија официра задуженог да однесе свеску у Берлин и бежи уз Брауерову помоћ. Он открива да Вален, гладан славе, намерава да употреби своје ново оружје да уништи савезнике у северној Африци, а затим настави да освоји целу Европу.
Фербурн и Брауер лоцирају Валенов тајни штаб у близини пролаза Касерин и отварају генералов лични сеф, који садржи филмски колут који открива да је „Пројекат Сеуче“ супертенк кодног имена Ratte. Брауер је касније убијен од метка из Tiger I пре него што је Фербурн успео да га уништи. Закопава Брауера, узимајући метак из пиштоља. Док Афрички корпус почиње да губи тло под ногама од савезника, Фербурн се придружује ЛРДГ у нападу на аеродром Понт ду Фас под немачком контролом, прекидајући Валенову последњу линију снабдевања и проналазећи мапу која води до производног погона Ratte, који се налази унутар Мидес кањона. Фербурн улази у фабрику, саботира њено снабдевање електричном енергијом и поставља експлозивна пуњења како би уништио прототип Ratte-а, пре него што детонира огромну гомилу муниције да би изравнао комплекс. Вален је заробљен крхотинама док бежи из фабрике која се распада; Фербурн узима свој Лугер, пуни га Брауеровим метком и пуца му у главу пре него што побегне.
Глас Фербурна током завршних кредита открива да су обавештајни подаци које је стекао на Ratte-у подстакли УСААФ и РАФ да покрену операцију Частајз и Битку за Рур, што је довело до велике штете немачкој тешкој индустрији и приморало немачку врховну команду да откаже напоре да се направи још Ratte тенкова.